# The Dark Knight (filmtrilogie)

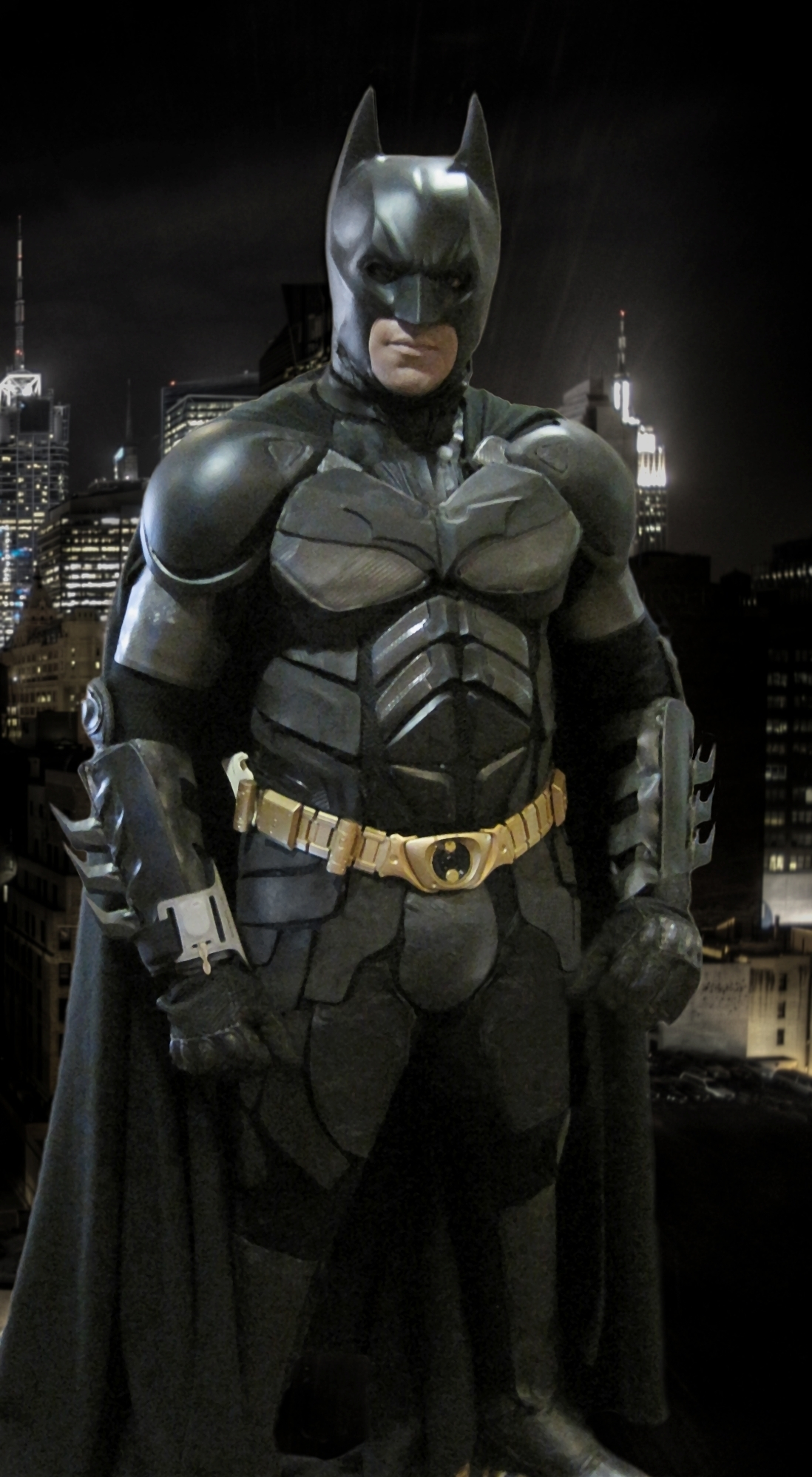
Batman in de filmtrilogie

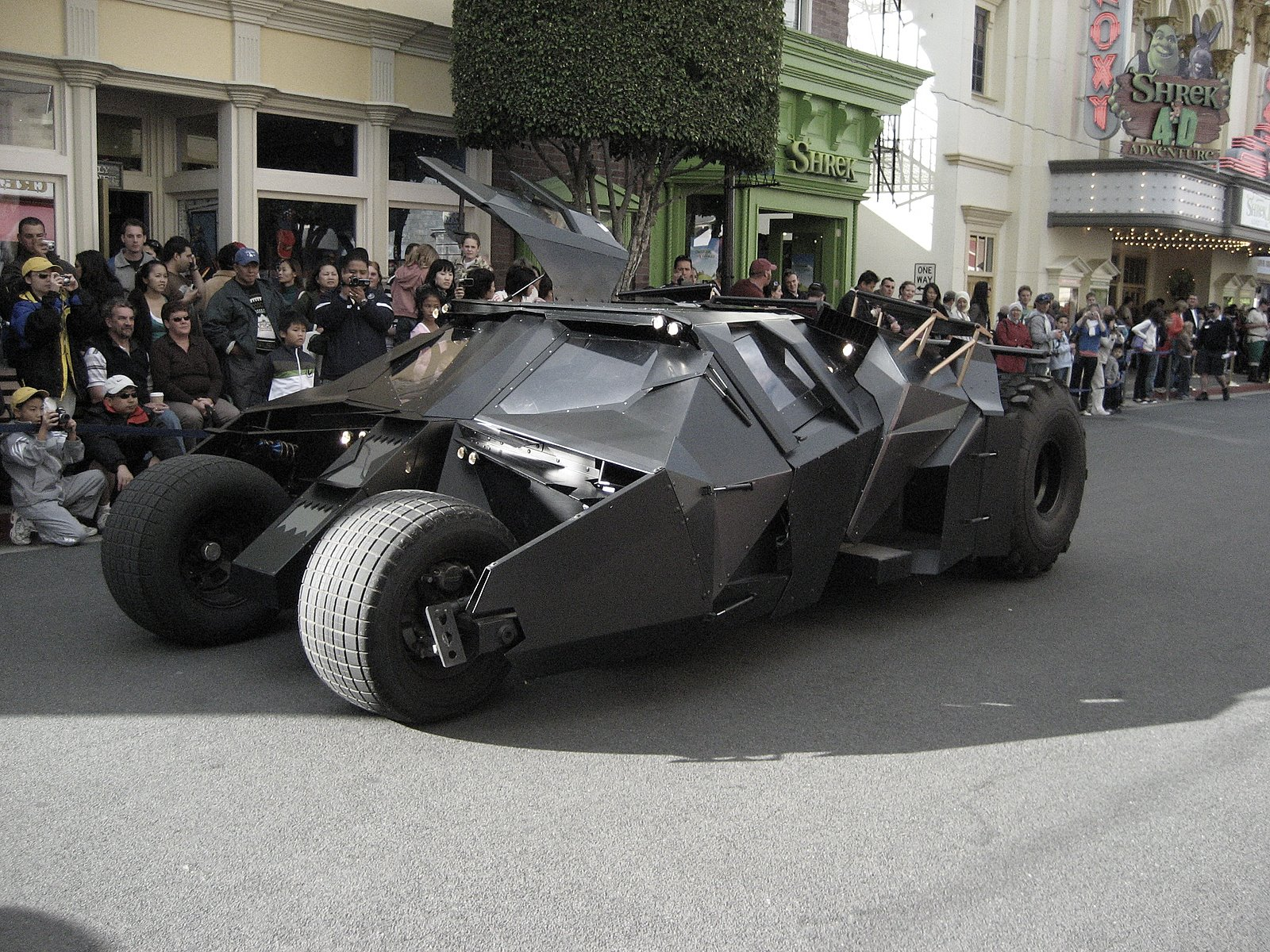
De Batmobile in de films

The Dark Knight is een Brits-Amerikaanse filmtrilogie van regisseur Christopher Nolan, gebaseerd op het personage Batman. De trilogie werd geproduceerd door Warner Bros. en bestaat uit de films Batman Begins (2005), The Dark Knight (2008) en The Dark Knight Rises (2012). Samen brachten de films wereldwijd zo'n 2,5 miljard dollar op.

## Films

### Batman Begins
Op jonge leeftijd zag Bruce Wayne zijn ouders voor zijn ogen wreed vermoord worden; een trauma dat hem voor de rest van zijn leven vervult met wraakgevoelens. Het lot laat hem zijn wraak echter niet uitvoeren. Hij vlucht naar het Oosten, waar hij opgevangen wordt door de ninja-leider Ra's al Ghul. Als hij terugkeert naar zijn thuisstad Gotham City vindt hij die in de handen van maffiabendes en andere gangsters. Hij onthult zijn alter ego Batman, een gemaskerde held die zijn kracht en intelligentie in combinatie met geavanceerde apparatuur gebruikt om de duistere krachten te bestrijden die zijn geboortestad bedreigen. Met de hulp van politieman Jim Gordon zet Batman zijn eerste stappen in zijn strijd tegen het onrecht. Zijn strijd begint tegen de maffiabaas Carmine Falcone, de gekke dokter Jonathan 'Scarecrow' Crane en een mysterieuze derde persoon.

### The Dark Knight
Bruce Wayne, alias Batman, en politieagent Jim Gordon bundelen hun krachten met de nieuw aangewezen officier van justitie Harvey Dent. Samen rollen zij de resterende bendes in Gotham City op. Maar wanneer een psychopathische crimineel, beter bekend als de Joker, de straten onveilig maakt, vervalt de stad in chaos.

### The Dark Knight Rises
Het is acht jaar geleden dat Batman in de duisternis is verdwenen en van een held in een banneling is veranderd. Hij heeft de schuld van de dood van Harvey Dent op zich genomen en voor het grotere goed alles opgeofferd. Deze leugen heeft een tijd standgehouden, want onder het gewicht van de Dent Act, een antimisdaadwet, zijn de criminele activiteiten in Gotham City verpletterd. Maar alles verandert met de komst van een sluwe inbreekster met een mysterieuze agenda. Veel gevaarlijker echter is de opkomst van Bane, een gemaskerde terrorist die meedogenloze plannen heeft voor Gotham City en Bruce Wayne dwingt om uit zijn zelfopgelegde ballingschap terug te keren. Maar zelfs als hij zijn cape opnieuw aantrekt, zou Batman wel eens geen partij voor Bane kunnen zijn.

## Filmografie
|                             | Batman Begins                          | The Dark Knight                             | The Dark Knight Rises                       |
| --------------------------- | -------------------------------------- | ------------------------------------------- | ------------------------------------------- |
| Regisseur                   | Christopher Nolan                      | Christopher Nolan                           | Christopher Nolan                           |
| Producenten                 | Charles Roven Emma Thomas Larry Franco | Emma Thomas Charles Roven Christopher Nolan | Emma Thomas Charles Roven Christopher Nolan |
| Scenarioschrijver           | Christopher Nolan David S. Goyer       | Jonathan Nolan Christopher Nolan            | Jonathan Nolan Christopher Nolan            |
| Schrijver                   | David S. Goyer                         | Christopher Nolan David S. Goyer            | Christopher Nolan David S. Goyer            |
| Componist                   | Hans Zimmer James Newton Howard        | Hans Zimmer James Newton Howard             | Hans Zimmer                                 |
| Cinematografie              | Wally Pfister                          | Wally Pfister                               | Wally Pfister                               |
| Editor                      | Lee Smith                              | Lee Smith                                   | Lee Smith                                   |
| Bruce Wayne / Batman acteur | Christian Bale                         | Christian Bale                              | Christian Bale                              |

## Rolverdeling
| Personages                         | Batman Begins     | The Dark Knight   | The Dark Knight Rises |
| ---------------------------------- | ----------------- | ----------------- | --------------------- |
| Bruce Wayne / Batman               | Christian Bale    | Christian Bale    | Christian Bale        |
| Alfred Pennyworth                  | Michael Caine     | Michael Caine     | Michael Caine         |
| James Gordon                       | Gary Oldman       | Gary Oldman       | Gary Oldman           |
| Lucius Fox                         | Morgan Freeman    | Morgan Freeman    | Morgan Freeman        |
| Dr. Jonathan Crane / The Scarecrow | Cillian Murphy    | Cillian Murphy    | Cillian Murphy        |
| Ra's Al Ghul / Ducard              | Liam Neeson       |                   | Liam Neeson           |
| Rachel Dawes                       | Katie Holmes      | Maggie Gyllenhaal |                       |
| Commissionair Gillian B. Loeb      | Colin McFarlane   | Colin McFarlane   |                       |
| Carmine Falcone                    | Tom Wilkinson     |                   |                       |
| Earle                              | Rutger Hauer      |                   |                       |
| Flass                              | Mark Boone Junior |                   |                       |
| Thomas Wayne                       | Linus Roache      |                   |                       |
| Martha Wayne                       | Sara Stewart      |                   |                       |
| Joe Chill                          | Richard Brake     |                   |                       |
| Victor Zsasz                       | Tim Booth         |                   |                       |
| Mayor Anthony Garcia               |                   | Nestor Carbonell  | Nestor Carbonell      |
| Bestuurslid van Wayne Enterprises  |                   | Patrick Leahy     | Patrick Leahy         |
| Joker                              |                   | Heath Ledger      |                       |
| Harvey Dent / Two-Face             |                   | Aaron Eckhart     |                       |
| Ramirez                            |                   | Monique Curnen    |                       |
| Lau                                |                   | Chin Han          |                       |
| Salvatore Maroni                   |                   | Eric Roberts      |                       |
| Coleman Reese                      |                   | Joshua Harto      |                       |
| Barbara Gordon                     |                   | Melinda McGraw    |                       |
| Bane                               |                   |                   | Tom Hardy             |
| John Blake / Robin                 |                   |                   | Joseph Gordon-Levitt  |
| Selina Kyle / Catwoman             |                   |                   | Anne Hathaway         |
| Talia al Ghul / Miranda Tate       |                   |                   | Marion Cotillard      |
| Peter Foley                        |                   |                   | Matthew Modine        |
| Daggett                            |                   |                   | Ben Mendelsohn        |
| Jen                                |                   |                   | Juno Temple           |